# Alex Wyse

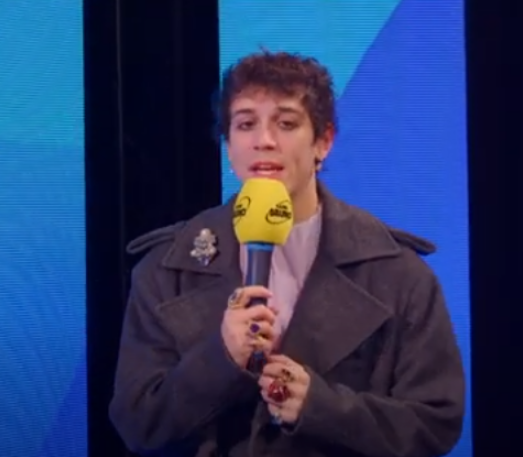
Alex Wyse, 2025

Alex Wyse (* 16. Juni 2000 als Alessandro Rina in Turate), auch bekannt als Alex W, ist ein italienischer Popsänger.

## Werdegang
Alex Wyse ging in Cambridge zur Schule und studierte am BIMM Institute in London. 2021 erreichte sein Lied Sogni al cielo die italienischen Charts und er nahm an der 21. Staffel der Castingshow Amici di Maria De Filippi teil. Dort erreichte er 2022 den zweiten Platz in der Gesangskategorie. Mit seiner ersten EP Non siamo soli erreichte er im Anschluss die Spitze der italienischen Charts.
Über den Wettbewerb Sanremo Giovani 2024 qualifizierte er sich für die Newcomer-Kategorie des Sanremo-Festivals 2025, wo er den zweiten Platz erreichte.

## Diskografie

### EPs
| Jahr | Titel                  | Höchstplatzierung, Gesamtwochen, AuszeichnungChartsChartplatzierungen (Jahr, Titel, Platzierungen, Wochen, Auszeichnungen, Anmerkungen) | Anmerkungen                                               |
| Jahr | Titel                  | IT | Anmerkungen                                               |
| ---- | ---------------------- | --- | --------------------------------------------------------- |
| 2022 | Non siamo soli         | IT1 Gold · (7 Wo.)IT | Erstveröffentlichung: 10. Juni 2022 Verkäufe: + 25.000    |
| 2022 | Ciò che abbiamo dentro | IT5 Gold · (34 Wo.)IT | Erstveröffentlichung: 4. November 2022 Verkäufe: + 25.000 |

### Singles (Auswahl)
| Jahr | Titel Album                            | Höchstplatzierung, Gesamtwochen, AuszeichnungChartsChartplatzierungen (Jahr, Titel, Album, Platzierungen, Wochen, Auszeichnungen, Anmerkungen) | Anmerkungen                                              |
| Jahr | Titel Album                            | IT | Anmerkungen                                              |
| ---- | -------------------------------------- | --- | -------------------------------------------------------- |
| 2021 | Sogni al cielo Non siamo soli          | IT67 Gold · (7 Wo.)IT | Erstveröffentlichung: 4. Oktober 2021 Verkäufe: + 50.000 |
| 2022 | Senza chiedere permesso Non siamo soli | IT88 (1 Wo.)IT | Erstveröffentlichung: 30. April 2022                     |
| 2024 | Rockstar –                             | IT49 (2 Wo.)IT | Erstveröffentlichung: 4. November 2024                   |

## Belege
1. ↑  Emanuela Italia: Chi è Alex Amici 21? Età, Ex Fidanzata Cosmary e Tim Summer Hits. In: ChieCosa.it. 26. Juli 2022, abgerufen am 28. September 2022 (italienisch).
2. ↑  Alex W di Amici 21 meglio dei BTS: il suo album d’esordio batte il ritorno della band coreana. In: Fanpage.it. Abgerufen am 28. September 2022 (italienisch).
3. ↑  Alben von Luigi Strangis. In: italiancharts.com. Hung Medien, abgerufen am 28. September 2022.
4. 1 2 3 4  Certificazioni. FIMI, abgerufen am 8. August 2023 (italienisch).
5. ↑  Archivio classifiche Top Singoli. FIMI, abgerufen am 8. August 2023 (italienisch).

| Personendaten    | Personendaten                                       |
| ---------------- | --------------------------------------------------- |
| NAME             | Wyse, Alex                                          |
| ALTERNATIVNAMEN  | Rina, Alessandro (Geburtsname); W, Alex (Pseudonym) |
| KURZBESCHREIBUNG | italienischer Popsänger                             |
| GEBURTSDATUM     | 16. Juni 2000                                       |
| GEBURTSORT       | Como                                                |